# Shajty
Shajty (en ruso: Шахты, literalmente significa ‘minas’) es una ciudad en el óblast de Rostov, Rusia. Se encuentra en el sureste de la cordillera de Donéts, 75 km al noreste de Rostov y a 26 km de la frontera con la óblast de Lugansk de Ucrania. 

## Historia
En el año 1805, el sargento mayor Popov fundó un pequeño asentamiento en las orillas del río Grúshevka. El asentamiento se conoció posteriormente como Popovka. También otro asentamiento se ubicaba en la zona de Vlásovka. En 1809, Popov abrió la primera mina de carbón. Doce cosacos y catorce siervos campesinos vivían en Popovka en aquel entonces. Este asentamiento, que pasó a llamarse Mina Grushevki, en la década de 1830 pasó a denominarse villa Grúshevka (Грушевка).
Con la abolición del monopolio otorgado a los cosacos en la actividad extractora del carbón en la región del Don, la construcción del ferrocarril, el uso de máquinas a vapor en la actividad minera, la creación de un establecimiento educacional en el asentamiento minero de Grúshevka, llevó a que entre los años 1856 y 1867 la población de la ciudad aumentara. El 3 de octubre de 1867, el asentamiento se legaliza bajo el nombre de Górnoye Grushévskoye (Горное Грушевское).
En el año 1883, Górnoye Grushévskoye obtiene el estatus de ciudad y adquiere el nombre de Aleksándrovsk-Grushevski (Александровск-Грушевский), con el cual la ciudad sería conocida hasta 1921. Se introduce un modelo de gobierno municipal simplificado, el cual es reemplazado por una Duma de la ciudad y el gobierno local.
En 1914, la población había llegado a 54.000 habitantes. La principal fuente de ingresos era la minería del carbón, en la cual se empleaban más de catorce mil personas, que se había llevado a cabo en esa región desde el siglo XVIII. La población era pobre, pero la ciudad tenía el ferrocarril, el telégrafo y redes telefónicas, electricidad y fontanería, así como bibliotecas, hospitales, una catedral, escuelas, cine, periódico, un parque jardín, y una oficina de correos. Con las grandes minas y las vías de ferrocarril, los asentamientos urbanos fueron aumentando los suburbios de la ciudad. La mayoría de los comerciantes y los industriales vivían en Rostov y Novocherkassk. Hacia 1916, las 10 minas más grandes del área Grushevsko-Vlásovski producían 90.5 millones de libras de carbón.
En 1917, la ciudad cambió de manos tres veces (por los eseristas, bolcheviques y cosacos. La ciudad experimento una dura prueba, que continuó el año siguiente con el terror bolchevique. Luego de ser liberada el 28 de abril de 1918, por tropas de la sección norte del Ejército del Don, dirigido por el coronel Fitzjelaúrov. El gobierno de la ciudad quedó reconstituido y formó parte del Gran Ejército del Don. Durante veinte meses fue independiente de los bolcheviques, pero la vida se tornó difícil. Entre los principales problemas se encontraba el déficit en el presupuesto de la ciudad, el brote de una epidemia de fiebre tifoidea, problemas con el transporte y abastecimientos, debido a las necesidades militares, lo cual aumentaba la amenaza de una invasión bolchevique.
En diciembre de 1919, en consecuencia de la evacuación de las fuerzas blancas en el sur de Rusia, el gobierno de la ciudad cesó sus actividades. El poder bolchevique fue establecido el 25 de diciembre de 1919. En 1920, la población de la ciudad y los suburbios alcanzaba la cifra de 38.179 personas. Las minas no se encontraban operativas.   
El 13 de enero de 1921, el Comité Revolucionario Provincial de Donetsk le dio finalmente su nombre actual. El nombre "Shajty" (Шахты, "minas" en ruso) fue escogido, porque la ciudad era asociada con la minería del carbón. Durante la primera mitad de la década de 1920, la ciudad llevó un ritmo de supervivencia debido a los excesos del comunismo de guerra, las hambrunas y la destrucción. Sin embargo, posteriormente, hubo un auge en la construcción de infraestructura de la ciudad. Entre los años 1925 y 1930 la ciudad contaba con una radio, un club de vuelo, un centro de asistencia de salud distrital, nueva red de alcantarillado y una estación generadora de energía eléctrica, un teatro, una escuela técnica, e Institutos técnicos de medicina y pedagogía.
Pero al mismo tiempo, se llevaba a cabo la destrucción de todos aquellos elementos que hicieran relación con el pasado prerrevolucionario. La población original se vio reducida, especialmente los intelectuales. De la década del 20 no sobrevivieron la mayoría de las iglesias, los archivos y bibliotecas, el cementerio de la ciudad. Como en el resto de la Unión Soviética, los nombres de las calles, callejones, distritos cambiaron a otros más acordes a la ideología del régimen bolchevique.
La ciudad se hizo conocida por los Juicios de Shajty del año 1928, precursores de los grandes juicios teatralizados durante las purgas de los años 1930, y por ser la escena de muchos de los crímenes cometidos por Andréi Chikatilo.  
En la primavera de 1941, semanas antes del inicio de la Operación Barbarroja, aconteció un levantamiento de los cosacos, quienes proclamaron una república independiente. Pero este levantamiento fue reprimido de manera veloz y brutal por las tropas de la NKVD.
En julio de 1942, durante la Segunda Guerra Mundial la ciudad fue ocupada por la Alemania nazi, y muchos pozos de carbón y edificios fueron volados por los nazis durante su retiro en febrero de 1943. Al final de la guerra le adjudicaron el título de Héroe de la Unión Soviética. 
En 1948, los niveles de producción en las minas llegaron a lo que habían sido antes de la guerra. Durante la época de Leonid Brézhnev, la ciudad llegó al techo de su desarrollo, con una población de más de doscientos cincuenta mil habitantes, y alrededor de diez millones de toneladas de carbón extraído cada año.
Las medidas de la perestroika resultaron devastadoras para la ciudad, ya que las minas fueron privatizadas y algunas se cerraron, provocando un desempleo masivo, lo que condujo a un grave aumento de la delincuencia y el uso indebido de drogas. Shajty hoy es el principal centro industrial del oriente de Donbáss. La ciudad es también uno de los principales productores y exportadores de baldosas en Europa Oriental, shájtinskaya plitka (шахтинская плитка).

## Demografía
| Gráfica de evolución de Shajty entre 1897 y 2017 |
|                                                  |